# Aktau
Aktau (kaz. Ақтау, Aqtaw, w latach 1964–1991 Szewczenko) – miasto obwodowe w zachodnim Kazachstanie, na półwyspie Mangystau i zarazem stolica obwodu mangystauskiego, port nad Morzem Kaspijskim.
Powstało w 1961 roku w związku z odkryciem na półwyspie Mangystau bogatych złóż ropy naftowej i gazu; połączony rurociągiem naftowym z pobliskimi ośrodkami eksploatacji ropy naftowej – Uzeń i Żetybaj. W 2018 podpisano tutaj Konwencję o Statusie Prawnym Morza Kaspijskiego.

## Gospodarka
W mieście rozwinął się przemysł spożywczy oraz chemiczny.
W okolicach znajdują się pola naftowe, na których swoje usługi świadczą również polskie firmy takie jak PGNiG Kraków.
W 1973 r. uruchomiono tu pierwszą na świecie elektrociepłownię z reaktorem prędkim dużej mocy 1000 MW(t) (elektrownia jądrowa Aktau). Zakład został zamknięty w 1999.

## Transport
Port morski jest największym portem Kazachstanu.
Miasto posiada międzynarodowy port lotniczy (Aktau Airport, SCO) – do 1991 r. działający pod nazwą Shevchenko – położony ok. 30 kilometrów na północny zachód od miasta.

## Religia
- Parafia Najświętszego Serca Pana Jezusa w Aktau

## Galeria

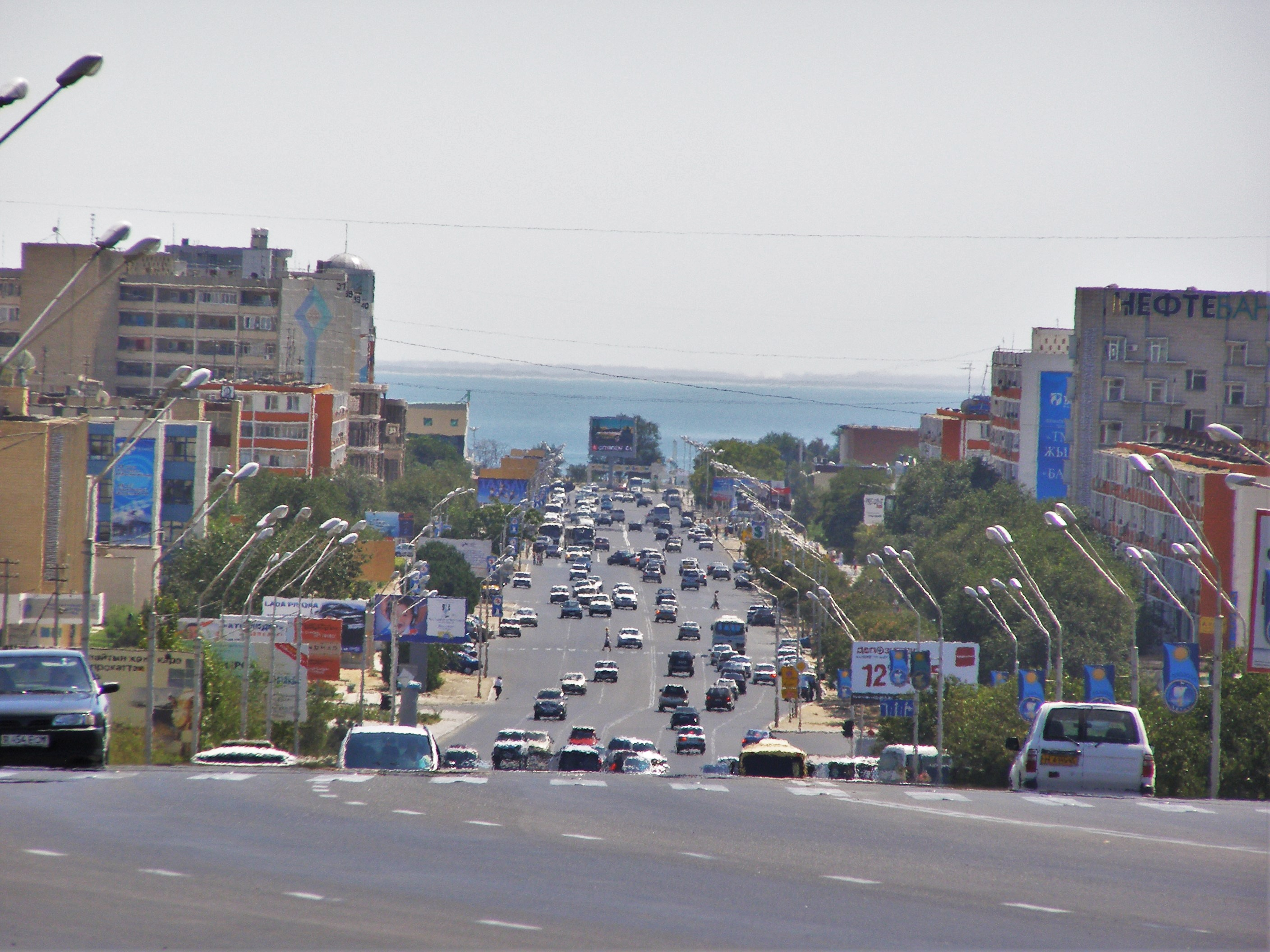
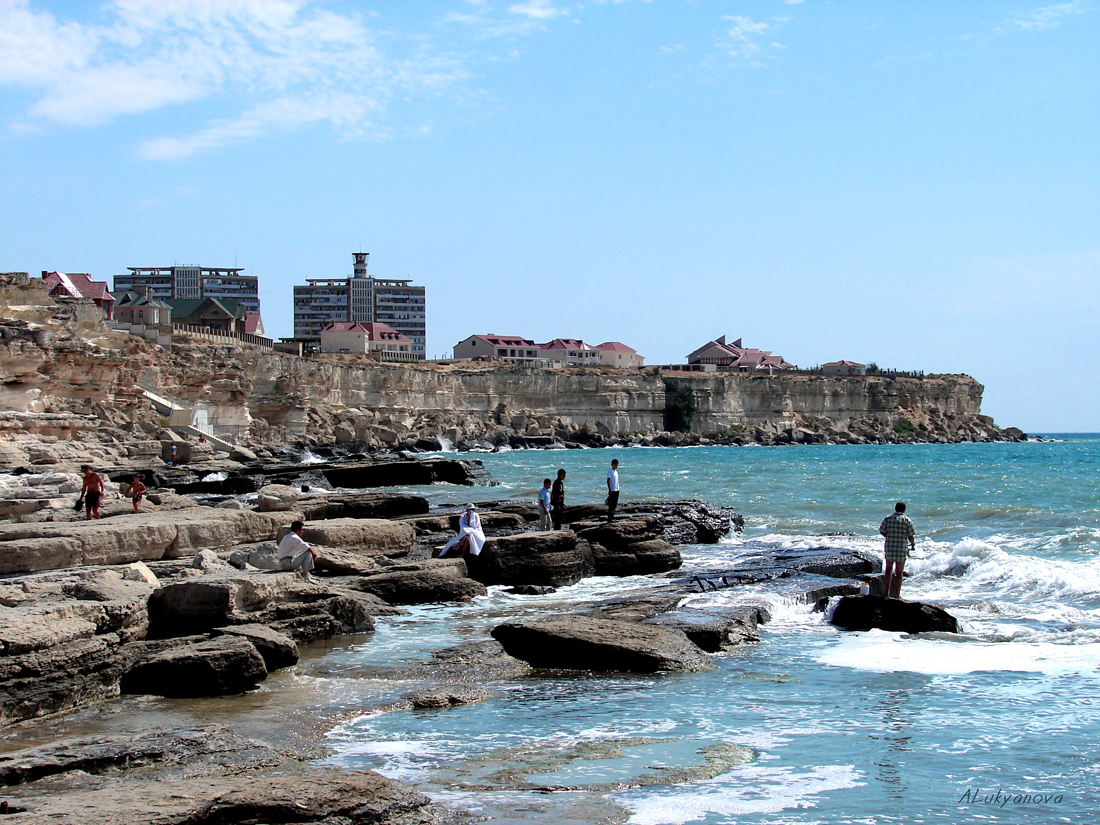
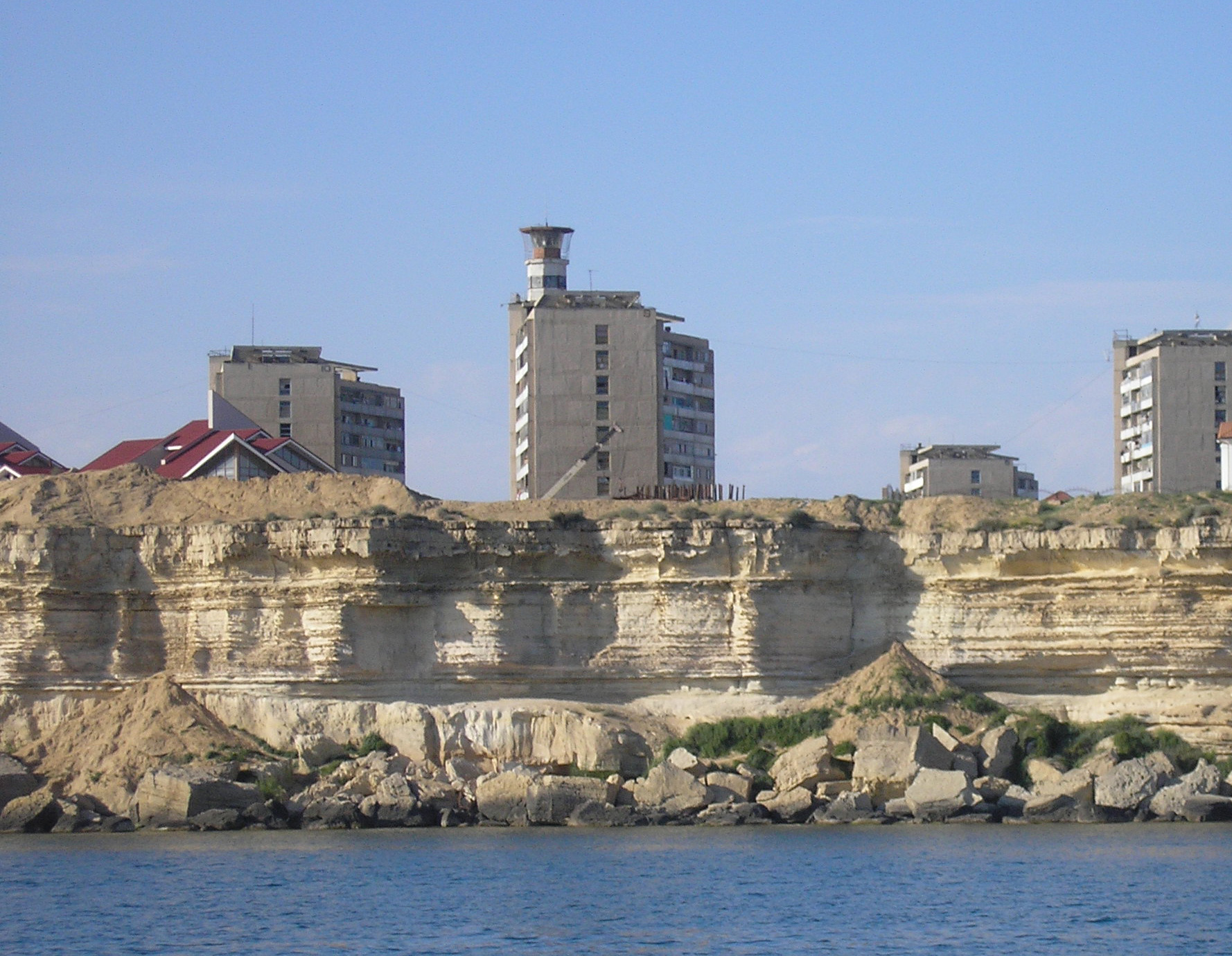
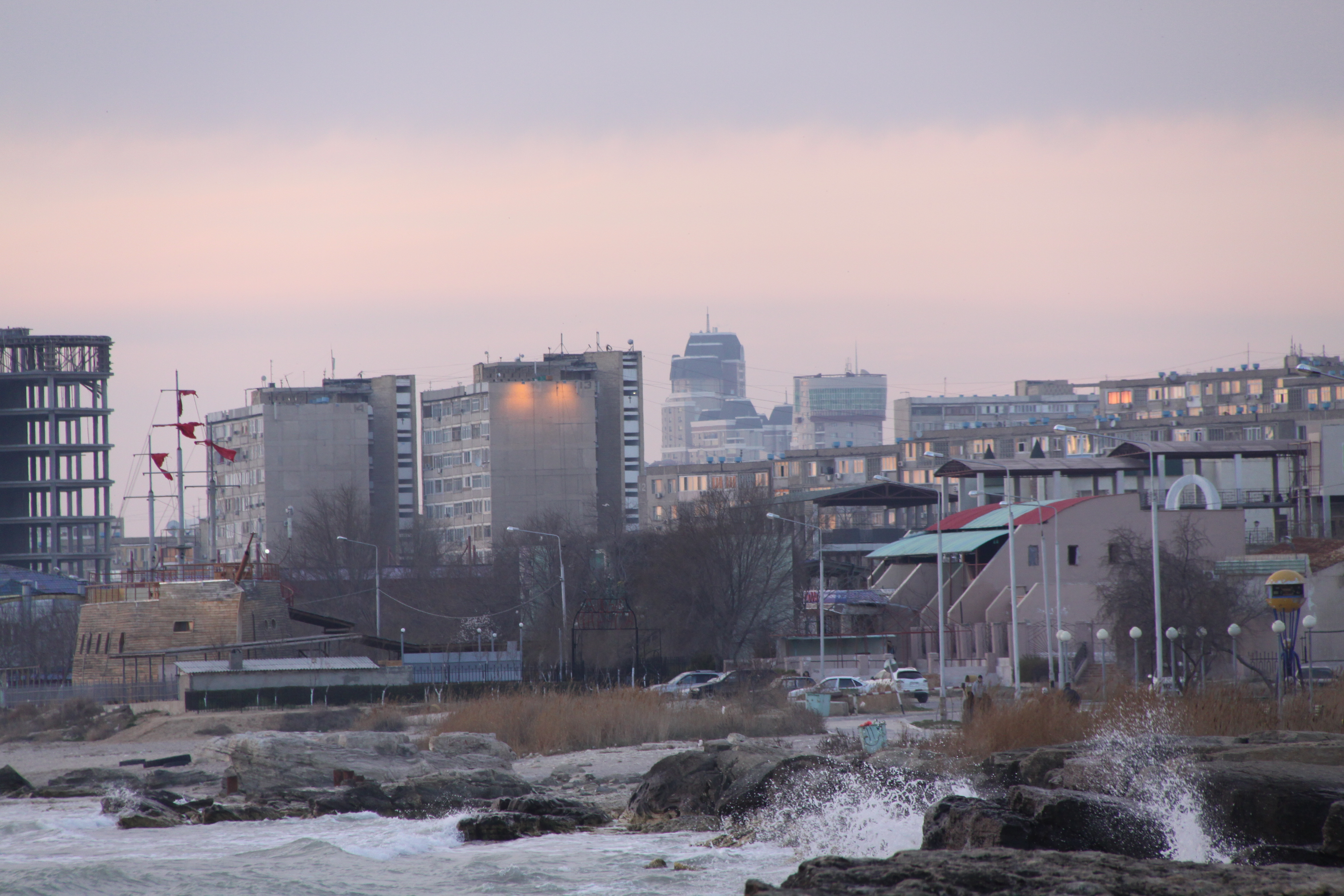
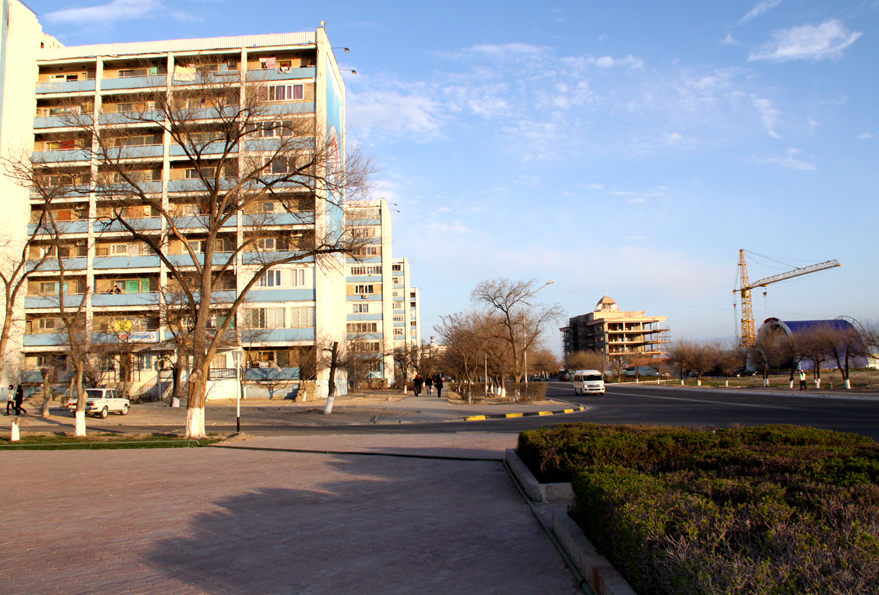
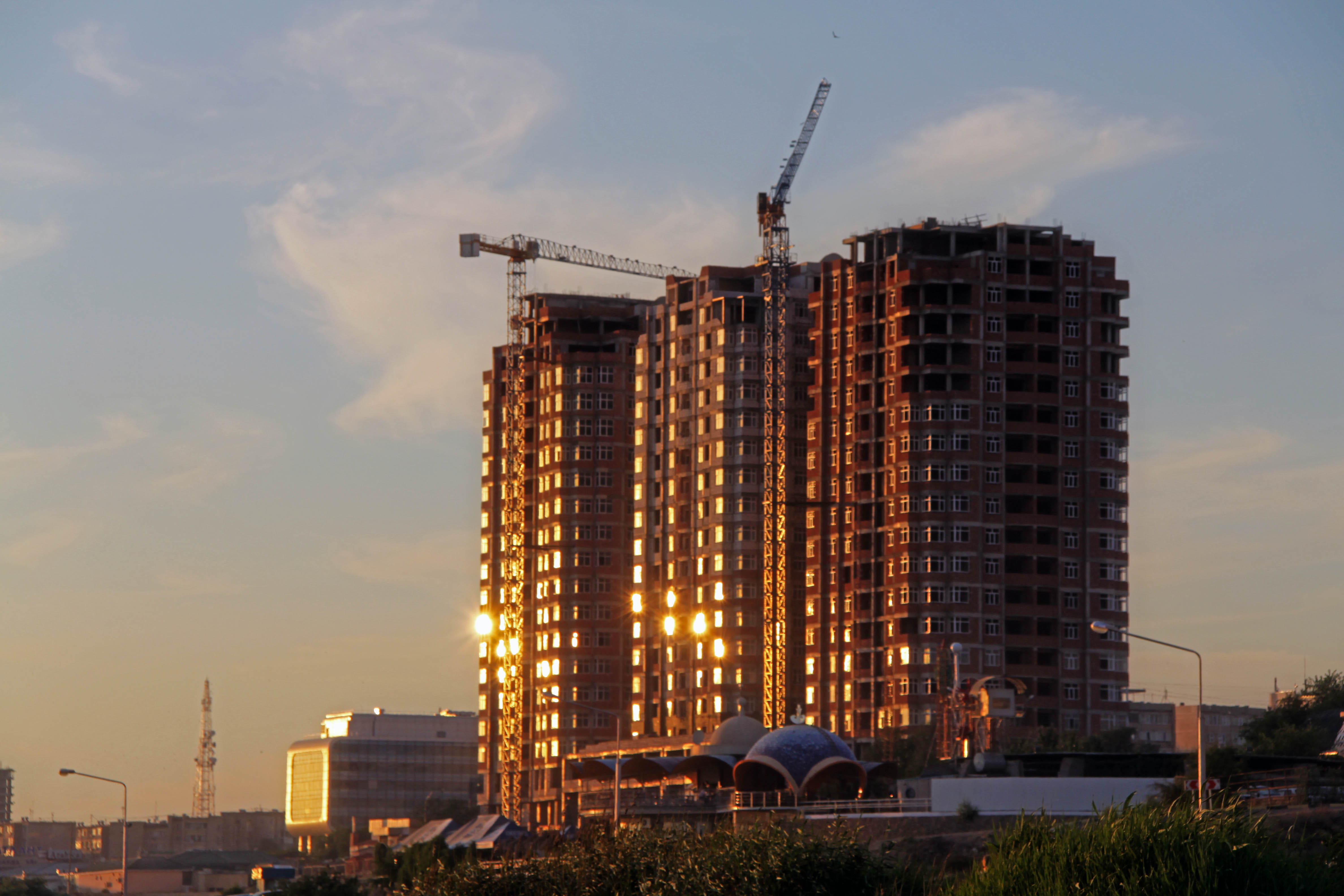
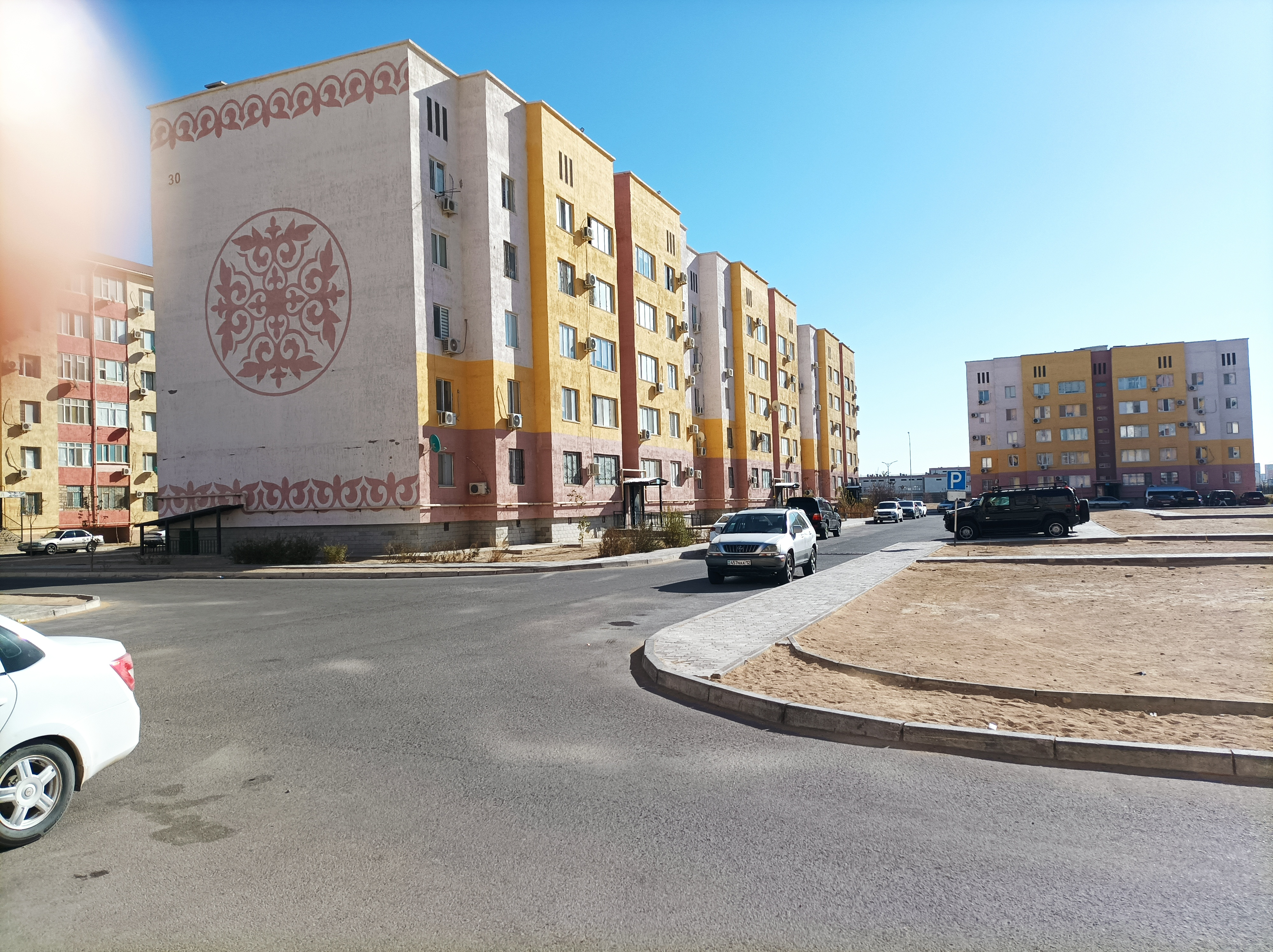

## Miasta partnerskie
- Atyrau, Kazachstan
- Poti, Gruzja
- Gorgan, Iran
- Bandar-e Anzali, Iran
- Karamay, ChRL
- Konstanca, Rumunia
- Sumgait, Azerbejdżan
- Czerkasy, Ukraina